# Arran (Saskatchewan)
Pour les articles homonymes, voir Arran.
Arran est une communauté située dans la province de Saskatchewan, dans le sud-est.

## Histoire
Entre 1916 et 2022, Arran avait le statut de village. La région autour d’Arran faisait partie de la “North Reserve”, également connue sous le nom de “Thunder Hill Reserve”. C’était l’une des zones de colonisation par blocs attribuées aux immigrants Doukhobors arrivés en 1899 des provinces transcaucasiennes de la Russie. Arran a été constitué en village le 21 septembre 1916. Arran tire son nom de l’île d’Arran en Écosse.

## Climat
Arran connaît un climat typique de la Saskatchewan, avec des hivers froids et des étés chauds. Les températures varient considérablement, allant de record de -44,5°C en hiver à record de 38,5°C en été. Les précipitations annuelles moyennes sont d’environ 468 mm.